# Alles was recht ist (Fernsehreihe)
Alles was recht ist ist eine Filmreihe der ARD mit Michaela May und Anna Schudt in den Hauptrollen, die von 2008 bis 2011 in unregelmäßigen Abständen im Ersten ausgestrahlt wurde. 

## Handlung
Dr. Lena Kalbach, Richterin vom Landgericht Frankfurt, wird an ein Amtsgericht in Fulda versetzt. Hier zieht sie kurzerhand in das Haus ihrer Tochter Nike mit ein. Spannungen sind vorprogrammiert und beziehen sich nicht nur auf den privaten Bereich von Mutter und Tochter, denn Nike ist Staatsanwältin und gerät dadurch auch beruflich an ihre Grenzen. Gerichtsdirektor Dr. Kästle ist ebenso wenig erfreut über die aufmüpfige Richterin und würde sie nur zu gern wieder loswerden.

## Episodenliste
| Nr. | Originaltitel                                   | Erstausstrahlung | Regie              | Drehbuch                                           | Zuschauer |
| --- | ----------------------------------------------- | ---------------- | ------------------ | -------------------------------------------------- | --------- |
| 1   | Alles was recht ist                             | 21. Feb. 2008    | Zoltan Spirandelli | Sebastian Andrae                                   | 4,7 Mio.  |
| 2   | Alles was recht ist – Die italienische Variante | 7. Mai 2009      | Peter Gersina      | Ulli Stephan                                       | 4,2 Mio.  |
| 3   | Alles was recht ist – Väter, Töchter, Söhne     | 13. Jan. 2011    | Christoph Schrewe  | Matthias Keilich Khyana el Bitar Hermann Kirchmann | 3,7 Mio.  |
| 4   | Alles was recht ist – Sein oder Nichtsein       | 20. Jan. 2011    | Christoph Schrewe  | Hermann Kirchmann Georg M. Oswald                  | 4,5 Mio.  |

## Kritiken
Rainer Tittelbach von Tittelbach.tv wertete: „Eine Alt-68erin im Kampf gegen Kleinmut und Konventionen, die mit frischem Besen durch die Kleinstadt fegt. Das ist eine zwar ausgedachte, aber hübsche Grundidee und serientauglich ist sie allemal. Erst recht, weil Michaela May für die Rolle gewonnen wurde. Schade nur, dass beim Versuch, die Talare ein wenig auszulüften, vergessen wurde, auch die Dramaturgie vom Muff zu befreien.“